# Антоніо Карлос Заго
Антоніо Карлос Заго (порт. Antônio Carlos Zago, нар. 18 травня 1969, Презіденті-Пруденті) — бразильський футболіст, захисник. По завершенні ігрової кар'єри — тренер.
Як гравець насамперед відомий виступами за клуб «Рома», а також національну збірну Бразилії.
Чемпіон Італії. Володар Суперкубка Італії з футболу. Чемпіон Туреччини. Володар Кубка Лібертадорес. У складі збірної — володар Кубка Америки.

## Клубна кар'єра
У дорослому футболі дебютував 1990 року виступами за команду клубу «Сан-Пауло», в якій провів два сезони, взявши участь у 64 матчах чемпіонату. За цей час виборов титул володаря Кубка Лібертадорес.
Згодом з 1992 по 1997 рік грав у складі команд клубів «Альбасете», «Палмейрас», «Касіва Рейсол» та «Корінтіанс».
Своєю грою за останню команду привернув увагу представників тренерського штабу клубу «Рома», до складу якого приєднався 1998 року. Відіграв за «вовків» наступні чотири сезони своєї ігрової кар'єри. Більшість часу, проведеного у складі «Роми», був основним гравцем захисту команди. За цей час додав до переліку своїх трофеїв титул чемпіона Італії, ставав володарем Суперкубка Італії з футболу.
Протягом 2002—2006 років захищав кольори клубів «Бешикташ», «Сантос» та «Жувентуде». Протягом цих років додав до переліку своїх трофеїв титул чемпіона Туреччини.
Завершив професійну ігрову кар'єру у клубі «Сантос», у складі якого вже виступав раніше. Прийшов до команди 2007 року, у тому ж році і припинив професіональну гру.

## Виступи за збірну
У 1991 році дебютував в офіційних матчах у складі національної збірної Бразилії. Протягом кар'єри у національній команді, яка тривала 12 років, провів у формі головної команди країни 37 матчів, забивши 3 голи.
У складі збірної був учасником розіграшу Кубка Америки 1993 року в Еквадорі, а також розіграшу Кубка Америки 1999 року у Прагваї, здобувши того року титул континентального чемпіона.

## Кар'єра тренера
Розпочав тренерську кар'єру невдовзі по завершенні кар'єри гравця, 2009 року, очоливши тренерський штаб клубу «Сан-Каетану».
В подальшому очолював команди клубів «Палмейрас», «Греміо Баруері» та «Можі-Мірім».
Наразі останнім місцем тренерської роботи був клуб «Віла-Нова», команду якого Антоніо Карлос Заго очолював як головний тренер 2011 року.
16 жовтня 2013 року підписано контракт з донецьким «Шахтарем» строком на один рік. Пролонгація контракту можлива після закінчення терміну дії контракту.

## Досягнення
- Чемпіон Італії:

«Рома»: 2000–01
- Володар Суперкубка Італії з футболу:

«Рома»: 2001
- Чемпіон Туреччини:

«Бешикташ»: 2002–03
- Володар Кубка Лібертадорес:

«Сан-Паулу»: 1992
- Володар Кубка Америки:

1999